# 蓬渓県
蓬渓県（ほうけい-けん）は中華人民共和国四川省遂寧市に位置する県。

## 地理
赤城湖ダムがあり、その芝溪川を通じて涪江（ふうこう、Fu Jiang）に流れる。涪江は、嘉陵江を構成する大きな支流として存在し、長江に通じている。

## 行政区画
- 街道:普安街道
- 鎮:赤城鎮、新会鎮、文井鎮、明月鎮、常楽鎮、天福鎮、紅江鎮、宝梵鎮、大石鎮、吉祥鎮、鳴鳳鎮、任隆鎮、三鳳鎮、蓬南鎮、群利鎮、金橋鎮、槐花鎮
- 郷:荷葉郷

## 交通
鉄道
- 中国鉄路総公司
  - 中国鉄路成都局集団公司
    - 達成線 （蓬渓駅（中国語版））

道路
高速道路
- 遂西高速道路（中国語版）
- 西南高速道路（中国語版）（滬蓉高速道路を兼ねる）
- 遂広高速道路（中国語版）（広洪高速道路（中国語版）を兼ねる）

国道
- G318国道
- G350国道（中国語版）

## 健康・医療・衛生
- 蓬溪県人民医院
- 蓬溪県第二人民医院
- 蓬溪県第三人民医院
- 蓬溪県第五人民医院
- 蓬溪県婦幼保健站

## 名所・旧跡・観光スポット
- 宝梵寺大殿及壁画（中国語版）